# Ajania nana
Ajania nana là một loài thực vật có hoa trong họ Cúc. Loài này được (Krasch.) Muldashev mô tả khoa học đầu tiên năm 1983.